# Tour de Wallonie 2022
49. ročník etapového cyklistického závodu Tour de Wallonie (oficiálně Ethias–Tour de Wallonie) se konal mezi 23. a 27. květnem 2022 ve Valonsku, francouzsky mluvící části Belgie. Celkovým vítězem se stal Australan Robert Stannard z týmu Alpecin–Deceuninck. Na druhém a třetím místě se umístili Belgičan Loïc Vliegen (Intermarché–Wanty–Gobert Matériaux) a Dán Mattias Skjelmose Jensen (Trek–Segafredo). Závod byl součástí UCI ProSeries 2022 na úrovni 2.Pro.

## Týmy
Závodu se zúčastnilo 14 z 18 UCI WorldTeamů, 6 UCI ProTeamů a 2 UCI Continental týmy. Všechny týmy nastoupily na start se sedmi závodníky kromě týmů Arkéa–Samsic EF Education–EasyPost, Tarteletto–Isorex a Team TotalEnergies s šesti jezdci, závod tak odstartovalo 150 jezdců. Do cíle v Chapelle-lez-Herlaimont dojelo 106 z nich.
UCI WorldTeamy
- AG2R Citroën Team
- Bora–Hansgrohe
- Cofidis
- EF Education–EasyPost
- Groupama–FDJ
- Ineos Grenadiers
- Intermarché–Wanty–Gobert Matériaux
- Israel–Premier Tech
- Lotto–Soudal
- Movistar Team
- Quick-Step–Alpha Vinyl
- Team DSM
- Trek–Segafredo
- UAE Team Emirates

UCI ProTeamy
- Alpecin–Deceuninck
- Arkéa–Samsic
- Bingoal Pauwels Sauces WB
- B&B Hotels–KTM
- Sport Vlaanderen–Baloise
- Team TotalEnergies

UCI Continental týmy
- Baloise–Trek Lions
- Tarteletto–Isorex

## Trasa a etapy
| Etapa         | Datum         | Trasa                               | Vzdálenost    | Typ      | Typ           | Vítěz                    |
| ------------- | ------------- | ----------------------------------- | ------------- | -------- | ------------- | ------------------------ |
| 1             | 23. července  | Temploux – Huy                      | 174,4 km      |          | Zvlněná etapa | Julian Alaphilippe (FRA) |
| 2             | 24. července  | Verviers – Herve                    | 176,8 km      |          | Zvlněná etapa | Oier Lazkano (ESP)       |
| 3             | 25. července  | Visé – Rochefort                    | 195,6 km      |          | Zvlněná etapa | Arnaud De Lie (BEL)      |
| 4             | 26. července  | Durbuy – Couvin                     | 200,8 km      |          | Zvlněná etapa | Davide Ballerini (ITA)   |
| 5             | 27. července  | Le Roeulx – Chapelle-lez-Herlaimont | 214,8 km      |          | Zvlněná etapa | Jan Bakelandts (BEL)     |
| Celková délka | Celková délka | Celková délka                       | Celková délka | 938,7 km | 938,7 km      | 938,7 km                 |

## Průběžné pořadí
| Etapa          | Vítěz              | Celkové pořadí     | Bodovací soutěž          | Vrchařská soutěž   | Sprinterská soutěž | Soutěž mladých jezdců | Soutěž týmů                        | Cena bojovnosti    |
| -------------- | ------------------ | ------------------ | ------------------------ | ------------------ | ------------------ | --------------------- | ---------------------------------- | ------------------ |
| 1              | Julian Alaphilippe | Julian Alaphilippe | Julian Alaphilippe       | Lennert Teugels    | Fabien Lienhard    | Robert Stannard       | Intermarché–Wanty–Gobert Matériaux | Johan Jacobs       |
| 2              | Oier Lazkano       | Robert Stannard    | Oier Lazkano             | Gianni Vermeersch  | Fabien Lienhard    | Robert Stannard       | Lotto–Soudal                       | Victor Campenaerts |
| 3              | Arnaud De Lie      | Robert Stannard    | Alex Aranburu            | Victor Campenaerts | Casper Pedersen    | Robert Stannard       | Lotto–Soudal                       | Ivo Oliveira       |
| 4              | Davide Ballerini   | Robert Stannard    | Mattias Skjelmose Jensen | Victor Campenaerts | Casper Pedersen    | Robert Stannard       | Lotto–Soudal                       | Rui Oliveira       |
| 5              | Jan Bakelants      | Robert Stannard    | Robert Stannard          | Victor Campenaerts | Dries van Gestel   | Robert Stannard       | Lotto–Soudal                       | Edward Theuns      |
| Konečné pořadí | Konečné pořadí     | Robert Stannard    | Robert Stannard          | Victor Campenaerts | Dries Van Gestel   | Robert Stannard       | Lotto–Soudal                       | neuděleno          |

## Konečné pořadí
| Legenda | Legenda                            | Legenda | Legenda                               |
| ------- | ---------------------------------- | ------- | ------------------------------------- |
|         | Označuje lídra celkového pořadí    |         | Označuje lídra vrchařské soutěže      |
|         | Označuje lídra bodovací soutěže    |         | Označuje lídra soutěže mladých jezdců |
|         | Označuje lídra sprinterské soutěže |         |                                       |

### Celkové pořadí
| Pořadí | Jezdec                         | Tým                                | Čas         |
| ------ | ------------------------------ | ---------------------------------- | ----------- |
| 1      | Robert Stannard (AUS)          | Alpecin–Deceuninck                 | 22h 49' 54" |
| 2      | Loïc Vliegen (BEL)             | Intermarché–Wanty–Gobert Matériaux | + 10"       |
| 3      | Mattias Skjelmose Jensen (DEN) | Trek–Segafredo                     | + 12"       |
| 4      | Lorenzo Rota (ITA)             | Intermarché–Wanty–Gobert Matériaux | + 14"       |
| 5      | Greg Van Avermaet (BEL)        | AG2R Citroën Team                  | + 26"       |
| 6      | James Shaw (GBR)               | EF Education–EasyPost              | 34          |
| 7      | Maxim Van Gils (BEL)           | Lotto–Soudal                       | + 38"       |
| 8      | Frederik Wandahl (DEN)         | Bora–Hansgrohe                     | + 43"       |
| 9      | Omer Goldstein (ISR)           | Israel–Premier Tech                | + 46"       |
| 10     | Guillaume Martin (FRA)         | Cofidis                            | + 51"       |

### Bodovací soutěž
| Pořadí | Jezdec                         | Tým                                | Body |
| ------ | ------------------------------ | ---------------------------------- | ---- |
| 1      | Robert Stannard (AUS)          | Alpecin–Deceuninck                 | 45   |
| 2      | Axel Laurance (FRA)            | B&B Hotels–KTM                     | 32   |
| 3      | Mattias Skjelmose Jensen (DEN) | Trek–Segafredo                     | 31   |
| 4      | Alex Aranburu (ESP)            | Movistar Team                      | 26   |
| 5      | Oier Lazkano (ESP)             | Movistar Team                      | 25   |
| 6      | Davide Ballerini (ITA)         | Quick-Step–Alpha Vinyl             | 25   |
| 7      | Loïc Vliegen (BEL)             | Intermarché–Wanty–Gobert Matériaux | 24   |
| 8      | Jan Bakelants (BEL)            | Intermarché–Wanty–Gobert Matériaux | 20   |
| 9      | José Joaquín Rojas (ESP)       | Movistar Team                      | 20   |
| 10     | Jesús Herrada (ESP)            | Cofidis                            | 15   |

### Vrchařská soutěž
| Pořadí | Jezdec                   | Tým                    | Body |
| ------ | ------------------------ | ---------------------- | ---- |
| 1      | Victor Campenaerts (BEL) | Lotto–Soudal           | 50   |
| 2      | Oier Lazkano (ESP)       | Movistar Team          | 30   |
| 3      | Lennert Teugels (BEL)    | Tarteletto–Isorex      | 28   |
| 4      | Rui Oliveira (POR)       | UAE Team Emirates      | 28   |
| 5      | Ivo Oliveira (POR)       | UAE Team Emirates      | 26   |
| 6      | José Joaquín Rojas (ESP) | Movistar Team          | 22   |
| 7      | Thijs Aerts (BEL)        | Baloise–Trek Lions     | 20   |
| 8      | Davide Ballerini (ITA)   | Quick-Step–Alpha Vinyl | 20   |
| 9      | Edward Theuns (BEL)      | Trek–Segafredo         | 14   |
| 10     | Maxime Chevalier (FRA)   | B&B Hotels–KTM         | 14   |

### Sprinterská soutěž
| Pořadí | Jezdec                         | Tým                                | Body |
| ------ | ------------------------------ | ---------------------------------- | ---- |
| 1      | Dries Van Gestel (BEL)         | Team TotalEnergies                 | 15   |
| 2      | Kenneth Vanbilsen (BEL)        | Cofidis                            | 11   |
| 3      | Fabian Lienhard (SUI)          | Groupama–FDJ                       | 10   |
| 4      | Davide Ballerini (ITA)         | Quick-Step–Alpha Vinyl             | 9    |
| 5      | Thijs Aerts (BEL)              | Baloise–Trek Lions                 | 7    |
| 6      | Loïc Vliegen (BEL)             | Intermarché–Wanty–Gobert Matériaux | 5    |
| 7      | Guillaume Martin (FRA)         | Cofidis                            | 5    |
| 8      | Victor Campenaerts (BEL)       | Lotto–Soudal                       | 5    |
| 9      | Rui Oliveira (POR)             | UAE Team Emirates                  | 5    |
| 10     | Mattias Skjelmose Jensen (DEN) | Trek–Segafredo                     | 5    |

### Soutěž mladých jezdců
| Pořadí | Jezdec                         | Tým                   | Čas         |
| ------ | ------------------------------ | --------------------- | ----------- |
| 1      | Robert Stannard (AUS)          | Alpecin–Deceuninck    | 22h 49' 54" |
| 2      | Mattias Skjelmose Jensen (DEN) | Trek–Segafredo        | + 12"       |
| 3      | Maxim Van Gils (BEL)           | Lotto–Soudal          | + 38"       |
| 4      | Frederik Wandahl (DEN)         | Bora–Hansgrohe        | + 43"       |
| 5      | Oier Lazkano (ESP)             | Movistar Team         | + 55"       |
| 6      | Filippo Baroncini (ITA)        | Trek–Segafredo        | + 1' 41"    |
| 7      | Ben Healy (IRL)                | EF Education–EasyPost | + 3' 03"    |
| 8      | Pim Ronhaar (NED)              | Baloise-Trek Lions    | + 10' 40"   |
| 9      | Kévin Vauquelin (FRA)          | Arkéa–Samsic          | + 11' 42"   |
| 10     | Ben Turner (GBR)               | Ineos Grenadiers      | + 12' 11"   |

### Soutěž týmů
| Pořadí | Tým                                | Čas         |
| ------ | ---------------------------------- | ----------- |
| 1      | Lotto–Soudal                       | 68h 34' 36" |
| 2      | Intermarché–Wanty–Gobert Matériaux | + 4' 28"    |
| 3      | Bora–Hansgrohe                     | + 6' 30"    |
| 4      | EF Education–EasyPost              | + 7' 15"    |
| 5      | Trek–Segafredo                     | + 7' 58"    |
| 6      | Cofidis                            | + 9' 10"    |
| 7      | Israel–Premier Tech                | + 10' 22"   |
| 8      | AG2R Citroën Team                  | + 14' 17"   |
| 9      | Movistar Team                      | + 15' 18"   |
| 10     | Alpecin–Deceuninck                 | + 23' 54"   |